# St. Egyden am Steinfeld
St. Egyden am Steinfeld é um município da Áustria localizado no distrito de Neunkirchen, no estado de Baixa Áustria.